# Josep Benlliure i Gil

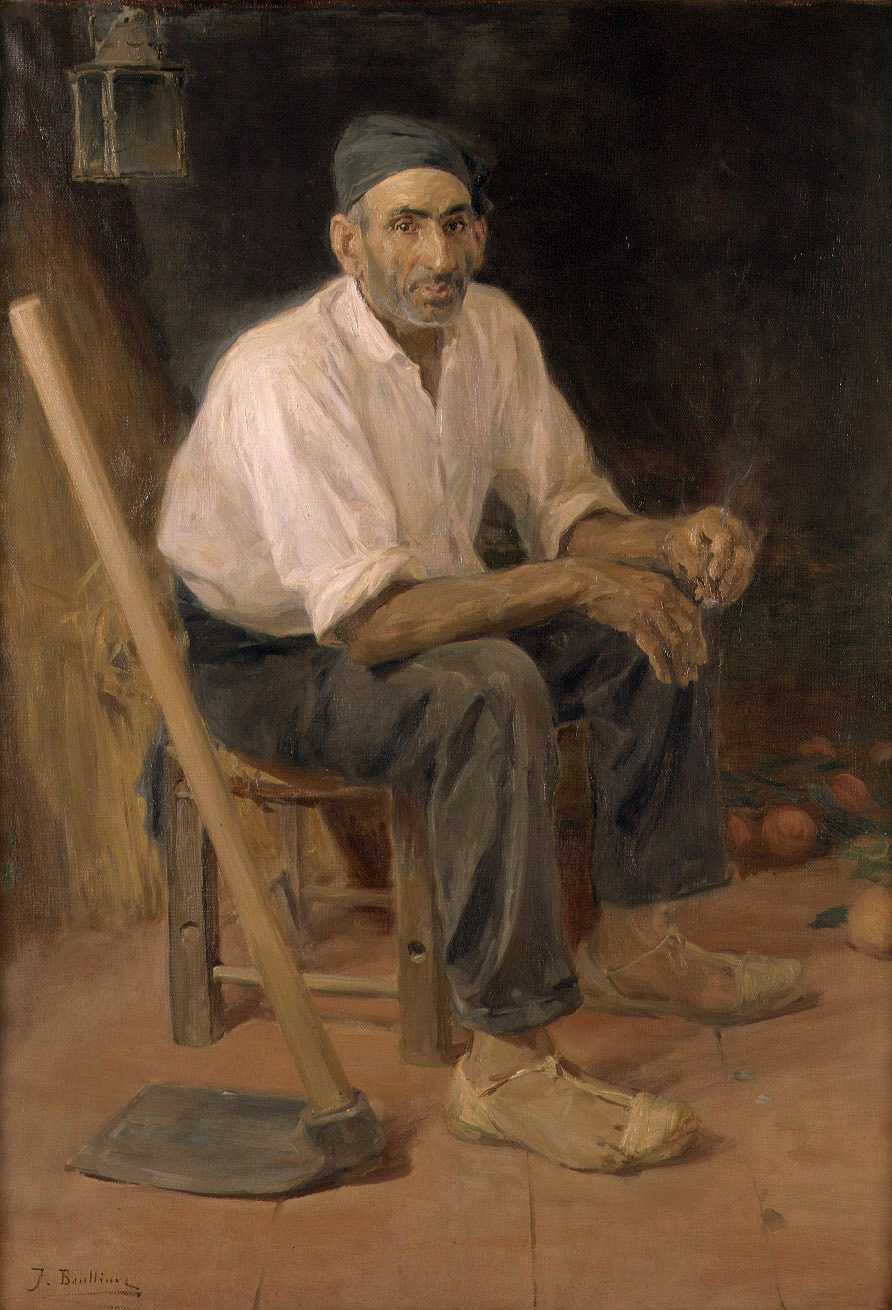
L'oncle Andreu de Rocafort, Josep Benlliure, Museu de Belles Arts de València.

Josep Benlliure i Gil (Poble Nou de la Mar, 30 de setembre de 1855 - València, 5 d'abril de 1937) va ser un pintor valencià que va nàixer al nucli de població del Canyamelar en el si d'una família d'àmplia tradició artística (el seu germà va ser l'escultor Marià Benlliure i ell més tard va ser un dels mestres del seu altre germà, Joan Antoni Benlliure).
En el seu art va aconseguir un estil molt personal que retratava tant temes senzills com grandiosos. Va conrear la pintura costumista, que en l'actualitat suposa testimoni de la València passada.

## Vida
Josep Benlliure era fill del pintor decorador Joan Antoni Benlliure Tomàs i d'Angela Gil Campos. Va nàixer el 30 de setembre de 1855 al Canyamelar, al barri del Cabanyal. Estudià als escolapis de València i més tard a l'Escola de Belles Arts de Sant Carles, al mateix temps que freqüentava el taller del pintor Francesc Domingo Marqués.
Davant les mostres de talent que oferia el jove Josep, els diputats Soriano Plasent i Pasqual Silvestre decidiren presentar-lo a Madrid davant del rei Amadeu de Savoia. Gràcies a això pintaria, amb només 16 anys, els fills del rei, el duc d'Aosta i el comte de Torí. Benlliure també aprofità aquesta estada a Madrid per visitar el seu mestre Francesc Domingo i fer una còpia de Les filadores de Velázquez.
Tornà a València i es presentà a la convocatòria de la Diputació feia per tal d'adjudicar les places de pensionat a Roma. Altres opositors eren Ignasi Pinazo o Joan Peyró, però finalment la pensió se l'endugué Josep Maria Fenollera. Així i tot, gràcies al diputat Daniel Ferrando s'assigna una ajuda per als estudis de Benlliure.
A l'exposició de la Societat Econòmica d'Amics del País presentà el quadre El cardenal Adrià rebent els caps de les Germanies, que va ser comprat per la mateixa institució organitzadora. A l'Exposició Nacional de Sevilla presenta una altra obra Tipus popular, que també serà comprada.
Amb els diners obtinguts d'aquests èxits viatja a París amb una carta de recomanació de Domingo per al pintor i marxant d'art Adolphe Goupil, resultat d'això seria un contracte a canvi de la producció de quadres de gènere.
Quan torna a Espanya s'instal·la a Madrid amb la seua família l'any 1874. Ací obté una tercera medalla pel quadre El descans en la marxa (exposició nacional de 1876) i el mateix premi dos anys més tard amb Escena del Gòlgota, que fou adquirida per l'Estat.

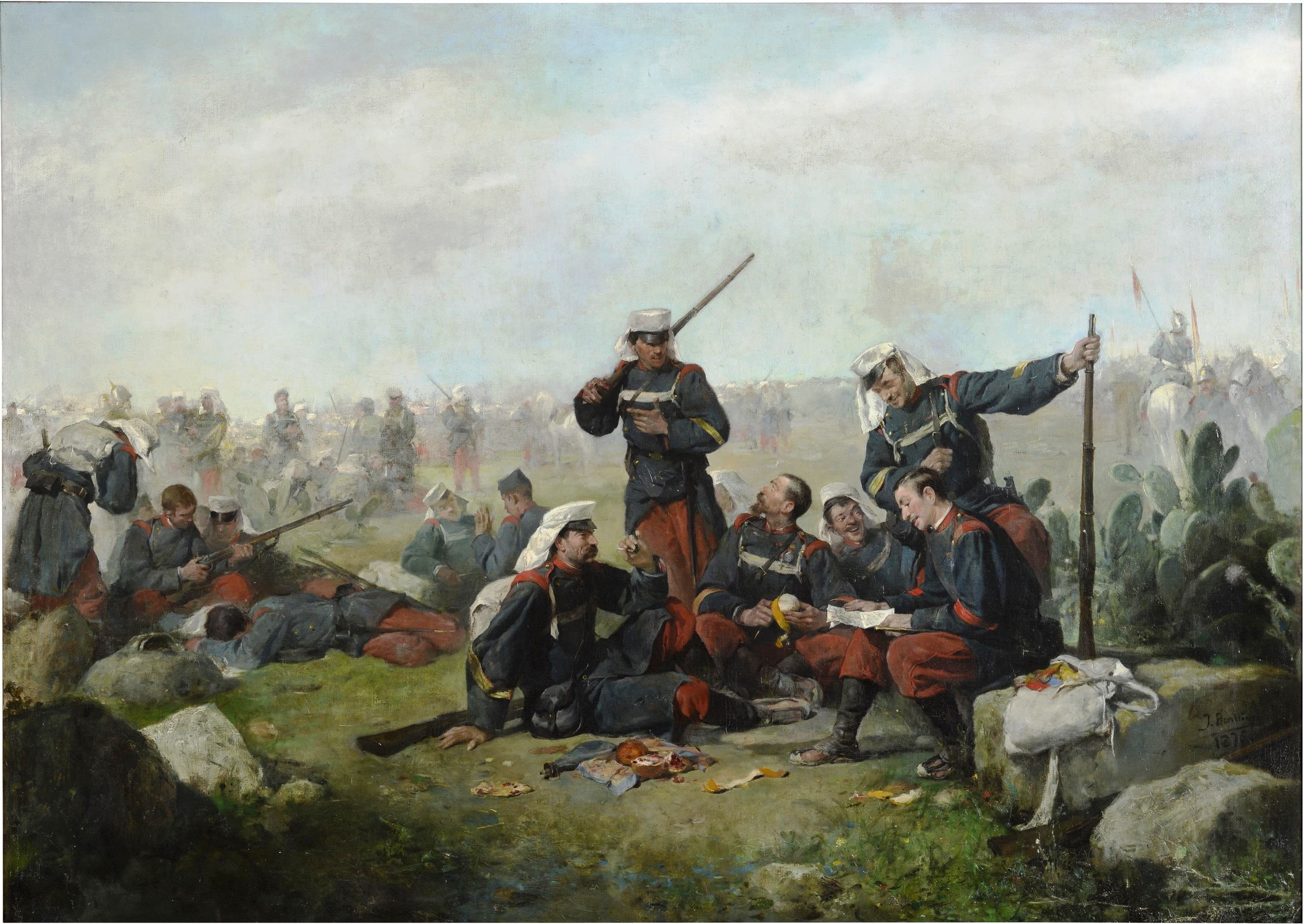
El descans en la marxa.

Animat per aquests èxits es desplaça a l'escola espanyola de Roma (1879). Ací coincideix amb Ignasi Pinazo i aconsegueix la contractació de més de cent quadres amb el marxant Colnaghi. Torna a València breument per a contraure matrimoni amb Maria Ortiz Fullana el 4 de novembre de 1880, després estableixen la seua residència a la Ciutat Eterna. A Itàlia pinta petits quadres de gènere, i inicia, a la ciutat d'Assís el gran quadre La visió del Colosseu (Museu de Belles Arts de València), per consell del pintor Domenico Morelli amb el qual va guanyar una primera medalla a l'exposició Nacional de 1887, any què va coincidir amb el triomf del seu germà, l'escultor Marià Benlliure, de la seua escultura del pintor Josep de Ribera.
Benlliure obté diversos èxits, a París amb el quadre Sermó, i a Múnic, Stuttgart i Berlín amb La lliçó de catecisme. A Roma el nomenen acadèmic de mèrit de l'Acadèmia de Sant Luca i president de l'Associació Artística Internacional. El 1903 va assumir la direcció de l'Acadèmia d'Espanya a Roma, succeint al seu germà Marià, càrrec que mantindria durant deu anys.
Fou pare del també pintor, Josep Benlliure i Ortiz, conegut com a Peppino, que va nàixer a Roma el 1884. Pròxima la seua tornada a València pinta un Autorretrat per a l'Accademia di San Luca i rep un homenatge del Cercle Artístic de Roma. Torna a València, acompanyat pel seu fill Peppino, aquest mor el 12 de setembre de 1916 a causa d'una afecció pulmonar. Dos anys més tard moriria la seua esposa, Maria Ortiz.
A finals de 1919 els pensionats a Roma li reteren un homenatge amb una exposició a Madrid de 45 quadres seus a les sales del Teatre Reial. Quan torna a València el Cercle de Belles Arts el nomena president honorari, i el 18 de novembre rep el nomenament de director del Museu de València, que mantindria fins a 1924 Els reconeixements continuen amb el lliurament del títol de fill predilecte el 1924 per part de l'Ajuntament de València; rep la Gran Creu de la Corona d'Itàlia i la Creu d'Oficial de la Legió d'Honor, per part del govern francés. Mor a València amb 82 anys el 1937 a la seua casa estudi del carrer Blanqueries, actualment convertida en Casa Museu Benlliure.
Va pertànyer a l'Acadèmia de San Fernando (Madrid), Sant Lluc (Roma), Sant Carles (València), Brera (Milà) i Múnic.

## Obra

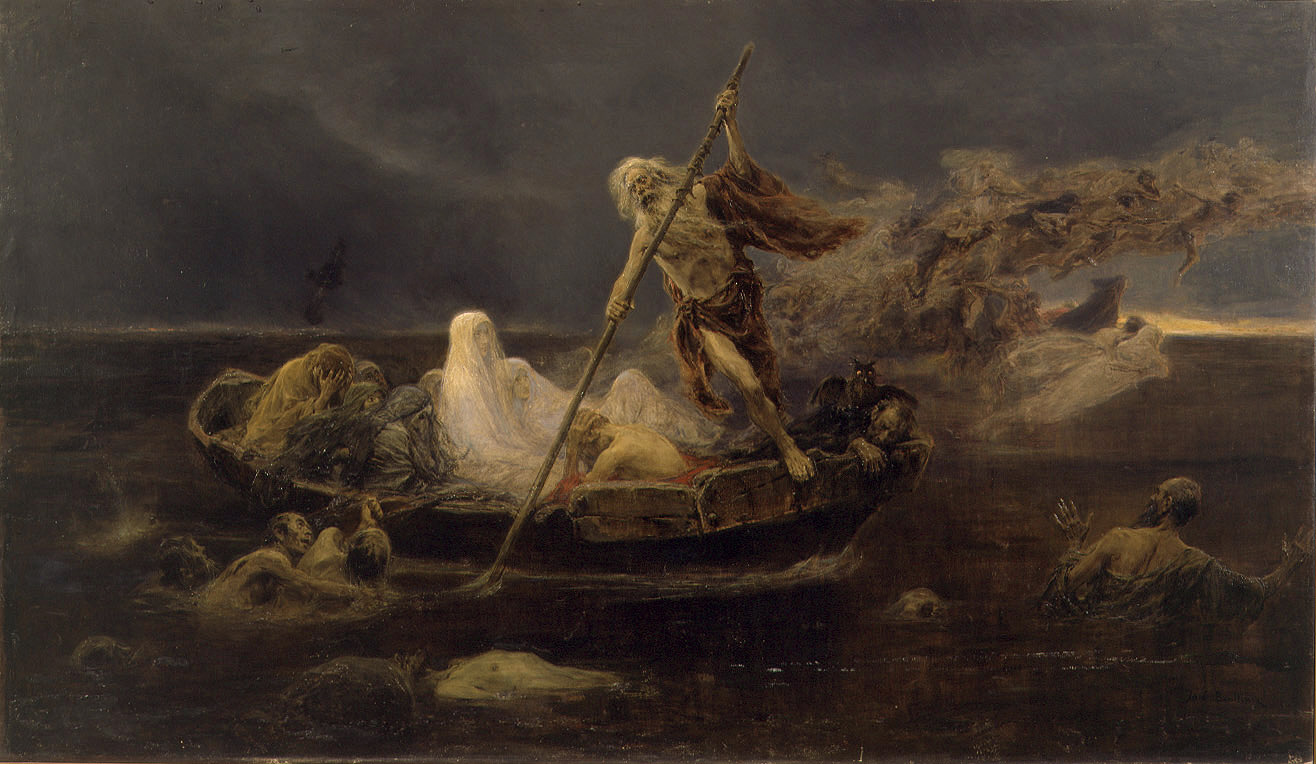
La barca de Caront

En els seus començaments es va dedicar a la pintura de gènere, però més endavant, aconsellat pel pintor italià Morelli, va realitzar obres de major interès, com Sant Vicent Ferrer predicant sobre el judici final.
Va conrear la pintura costumista i la de temes religiosos. En els seus llenços apareixen personatges populars com "El Tio Andreu de Rocafort" o "El Tio Josep de Villar del Arzobispo. Per la seva banda, obres de temàtica religiosa són Escolans o els retrats de personatges eclesiàstics, com Cardenal romà o Sacerdot revestit. Dins de la seva pintura religiosa hi ha una part de clara evocació fantàstica i simbolista, reflectida enLa barca de Caront.
Combinant el costumista amb el religiós també va desenvolupar obres com Sentint missa o Missa a l'ermita. La temàtica exòtica també està present en la seua producció, enriquida a més pels viatges que va fer a l'Alger i el Marroc.
Entre els seus quadres també destaquen: El descans en la marxa (Museu del Prado), El mes de Maria a València (Pinacoteca Nova de Múnic), La sortida de vespres i Escenes de gitanos. Es va distingir també com a il·lustrador d'edicions monumentals com la de sant Francesc d'Assís del P. Torró, (Vida de san Francisco de Asís) publicat el 1926 amb 66 guaixos i La barraca de Vicente Blasco Ibáñez amb 52 làmines.